# 小行星6275
小行星6275（英語：6275 Kiryu）是一颗围绕太阳公转的小行星。1993年11月14日，小林隆男在大泉町发现了此天体。
这颗小行星的绝对星等为188.27933等。